# Loreakopf

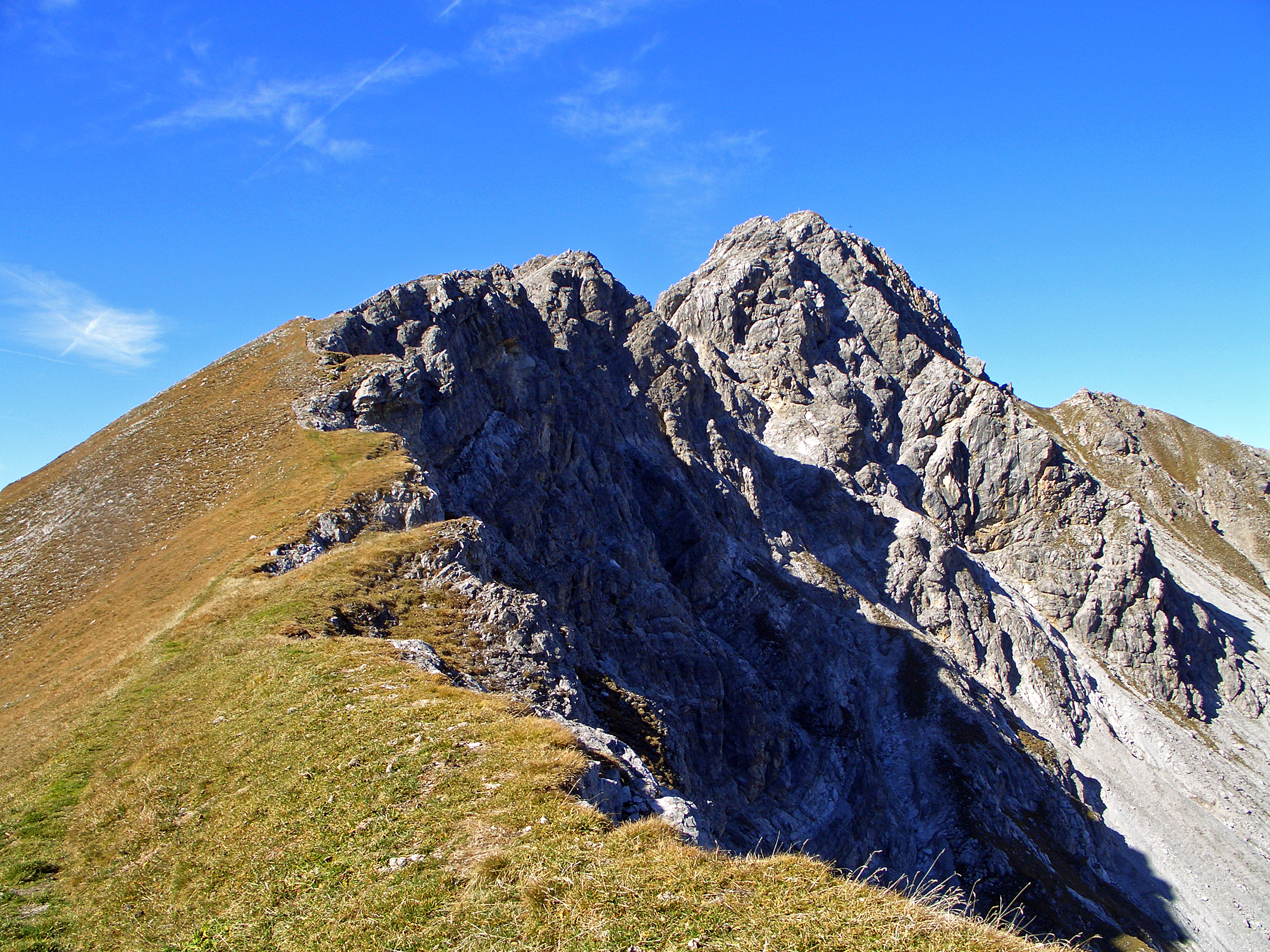
Loreakopf, vom Südgrat aus gesehen

Der Loreakopf ist ein 2471 m ü. A. hoher Berg in den Lechtaler Alpen im österreichischen Bundesland Tirol.

## Name
Der Name Lorea leitet sich vom rätoromanischen luraria ab und bedeutet 'Trichter'. Neben der Bezeichnung Loreakopf ist auch der Name Loreaspitze für diesen Berg gebräuchlich.

## Lage
Innerhalb der Lechtaler Alpen liegt der Loreakopf am östlichen Rand dieser Gebirgsgruppe, unmittelbar oberhalb des Fernpasses. Nach Norden entsendet der Loreakopf einen vier Kilometer langen Gebirgskamm, welcher am Gipfel des Roten Steins endet. Im Süden liegt das Bergmassiv der Heiterwand.
Die wichtigsten Talorte am Fuße des Berges sind Fernstein am Fernpass im Osten und im Nordwesten der Berwanger Ortsteil Mitteregg.

## Geschichte
Da der Gipfel für Geübte relativ leicht zu erreichen ist, dürfte die Erstbesteigung schon früh durch einheimische Hirten und Jäger erfolgt sein. Die erste dokumentierte Besteigung erfolgte durch Karl Sander aus Sachsen im Auftrage des geognostisch-montanistischen Vereins für Tirol und Vorarlberg, welcher sich geologische Erkundungen zum Ziel gesetzt hatte. Sander erreichte am 19. August 1840 den Gipfel über die Lorea-Alpe und den Südgrat, was in etwa dem heutigen Normalweg entspricht.
Der älteste Bericht über eine touristische Besteigung stammt von dem Memminger Bergsteiger Anton Spiehler. Spiehler erstieg am 15. August 1883 den Loreakopf zusammen mit dem Gamsjäger Sprenger aus Mitteregg. Sprenger hatte zuvor bereits den Loreakopf über die Nordflanke durch das Wildkar bestiegen und wurde deshalb von Spiehler als ortskundiger Führer ausgewählt.

## Routen zum Gipfel
Der Trittsicherheit und Schwindelfreiheit erfordernde Normalweg führt ab dem Fernpass über die unbewirtschaftete Loreahütte auf die Loreascharte. Von dort gelangt man über den Südgrat auf den Gipfel. Einzelne Kletterstellen im Aufstieg werden mit dem Schwierigkeitsgrad I (UIAA) bewertet. Von Nordwesten kann der Loreakopf auch ab Mitteregg über die Loregghütte, und von dort weiter zur Loreascharte, erreicht werden.